# Abadía de Paisley
La abadía de Paislay es una abadía escocesa situada en la orilla oriental del río Cart en Paisley, Renfrewshire,a unos 19 km de Glasgow. Pertenece a la Iglesia de Escocia y antes monasterio católico cluniacense.
Dedicada a Nuestra Señora, se empezó a construir en 1163, en una comunidad de trece monjes de Cluny que creció rápidamente y ya en 1245 tenía el estado de abadía. Además fue reconstruida en el siglo XIV.
Se sabe que William Wallace estudió allí de joven y que Roberto II de Escocia nació allí.

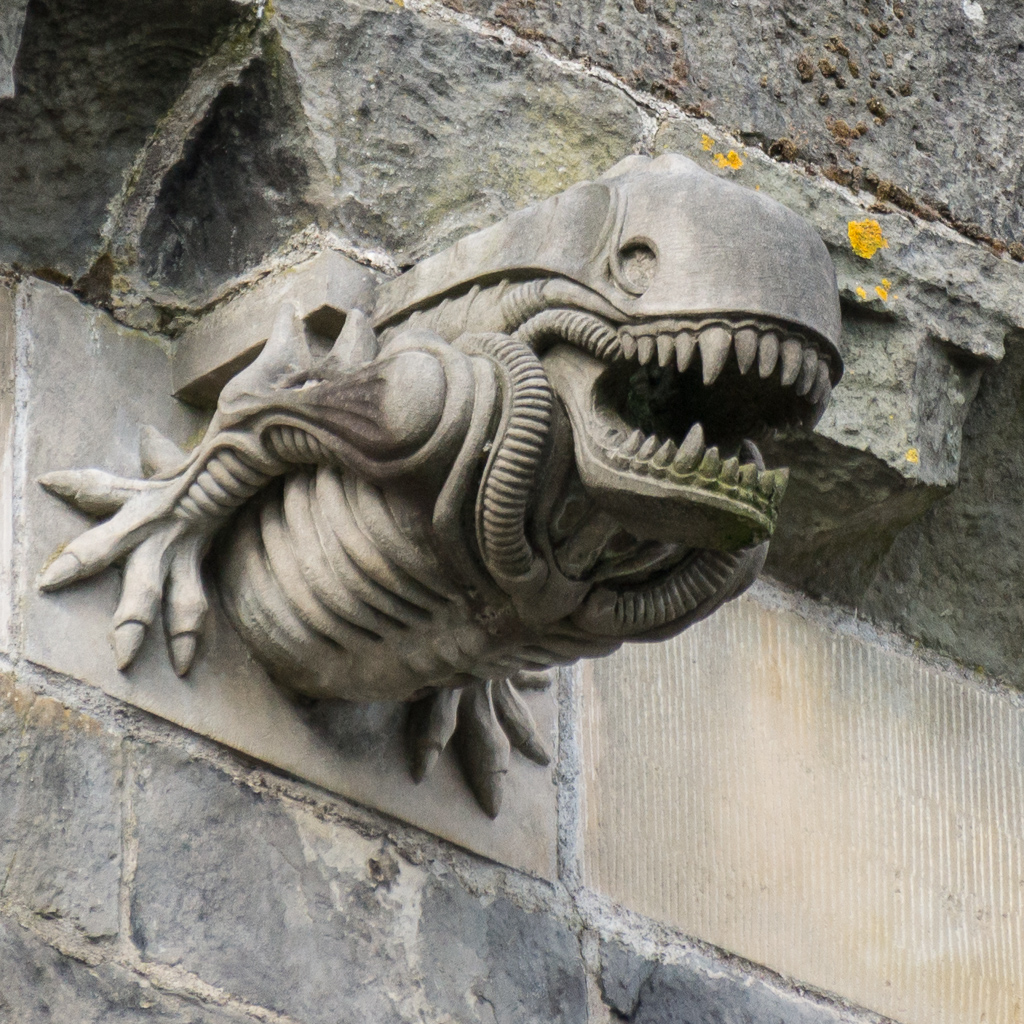
gárgola en Paisley Abbey

## Galería

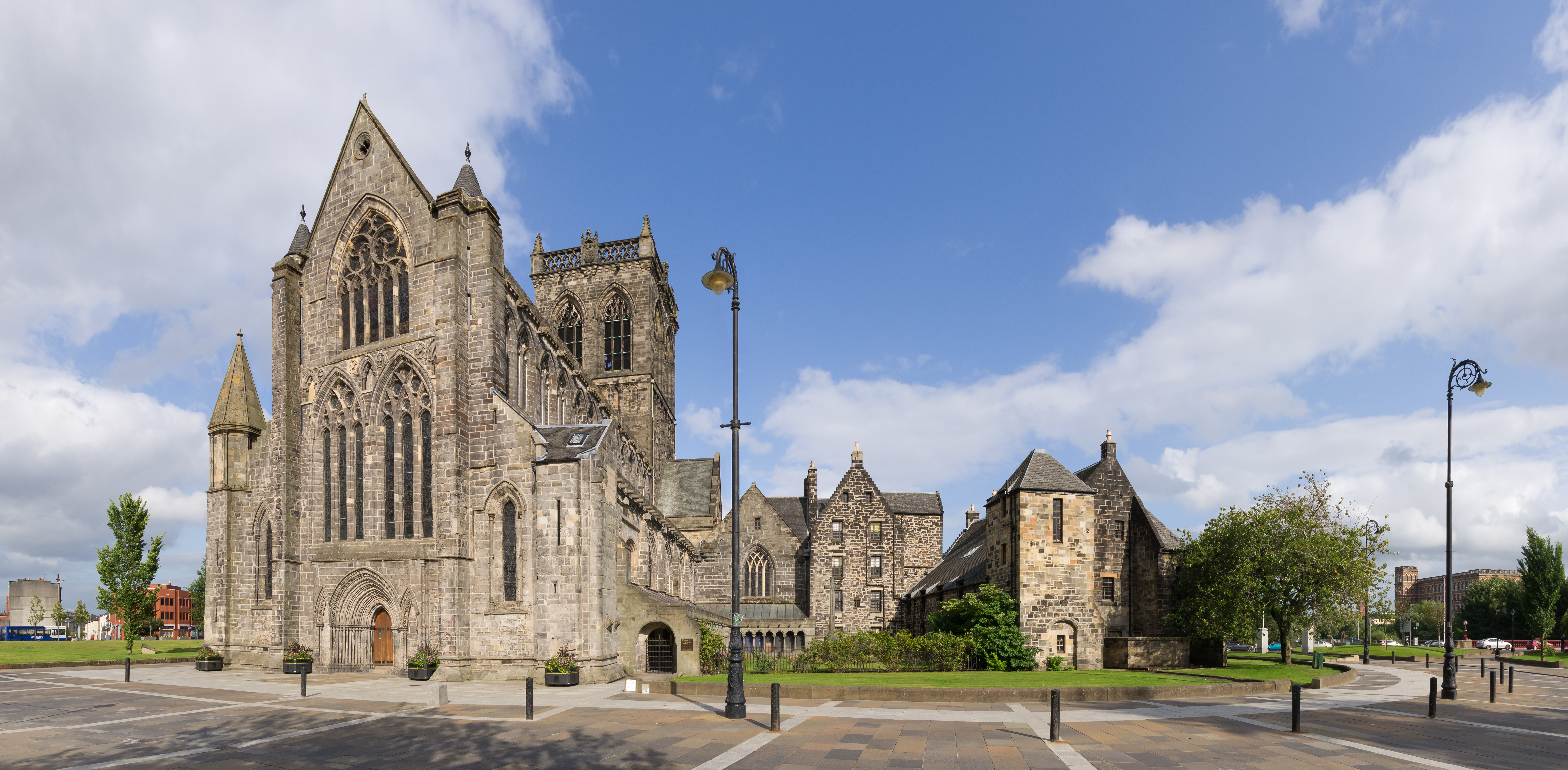
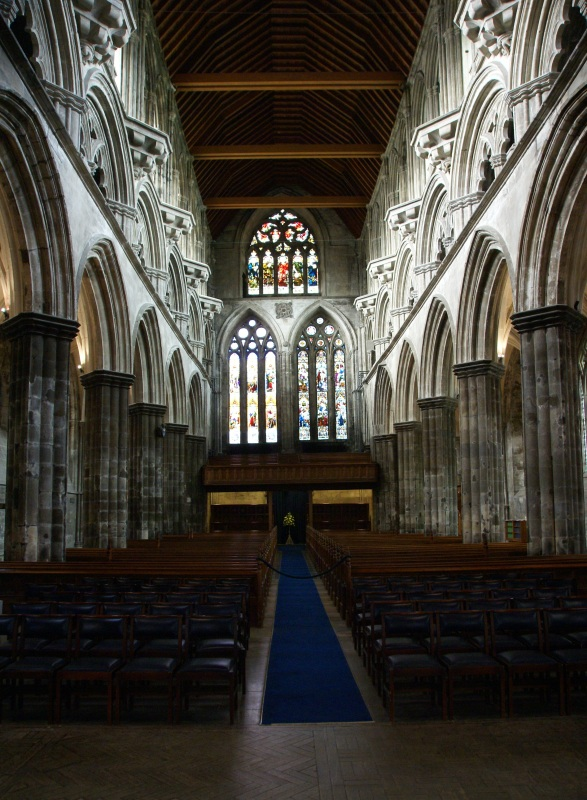
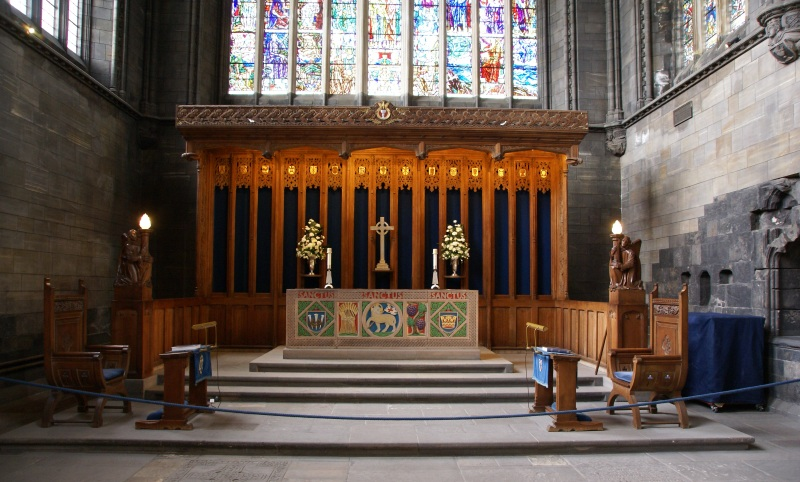